# Adicella filicornis
Adicella filicornis är en nattsländeart som först beskrevs av Francois Jules Pictet de la Rive 1834.  Adicella filicornis ingår i släktet Adicella och familjen långhornssländor. Inga underarter finns listade i Catalogue of Life.